# Zegel
Zegel (originalmente Instituto Peruano de Administración de Empresas (IPAE) y posteriormente Zegel Ipae) es una escuela superior peruana, que se especializa en el campo de los negocios y la tecnología.
Es la primera escuela de negocios del país y otorga grados y títulos con equivalencia universitaria. Posee la facultad de negocios, con ocho carreras de pregrado; Tecnología, con dos; además, imparte programas de posgrado. Cuenta con 11 sedes a nivel nacional.

## Historia
La entidad fue fundada en mayo de 1959 en Lima, Perú a cargo de un grupo de empresarios peruanos liderados por Carlos Vidal Allende, bajo el nombre de Instituto Peruano de Administración de Empresas (IPAE) como una organización privada sin fines de lucro dedicada a la formación y a la especialización de empresarios y ejecutivos. En 1979, el Estado autorizó a IPAE convertirse en un «Centro de Educación Superior Profesional», convirtiéndose en la única Institución de Educación Superior no universitaria autorizada a emitir título profesional a nombre de la Nación. Bajo el nombre de IPAE Escuela de Empresarios, se desarrollaron diversas CADEs para exponer los temas prioritarios para el desarrollo del país.
El Grupo Intercorp compró IPAE en 2014. Dos años después, en 2016, cambia su denominación a Zegel Ipae; la palabra Zegel significa «sello» en neerlandés. En 2019, el Estado reconocidó a Zegel Ipae como la primera escuela de educación superior en negocios. Bajo la Ley de Institutos y Escuelas de Educación Superior N.º 30512, puede otorgar el grado de bachiller equivalente al universitario y título profesional para las carreras de 200 créditos.
En 2020, Zegel Ipae añadió 8 carreras más con el grado bachiller, siendo un total de 9 carreras que otorgan el grado bachiller equivalente al universitario. El 3 de noviembre de 2023, la institución acortó su nombre a «Zegel».

## Áreas académicas
Actualmente Zegel imparte ocho carreras en la facultad de negocios y dos en la facultad de tecnología a las que se suman diplomaturas y posgrados.

### Facultad de Negocios
- Administración Bancaria
- Administración de Empresas
- Administración de Negocios
- Contabilidad
- Logística
- Marketing
- Negocios Internacionales
- Recursos Humanos

### Facultad de Comunicaciones
- Diseño gráfico

### Facultad de Tecnología
- Computación e informática

### Formación dual
- Técnico en farmacia

## Convenios
Cuenta con convenios nacionales e internacionales de tres tipos: continuidad, colaboración y posgrados.

### Continuidad

#### Nacionales
- Universidad ESAN
- Universidad Peruana de Ciencias Aplicadas
- Universidad Tecnológica del Perú
- Universidad San Martín de Porres
- Universidad Católica Santo Toribio de Mogrovejo
- Universidad San Ignacio de Loyola

### Colaboración

#### Internacionales
- Universidad de Palermo (Argentina)
- Universidad Paulista (Brasil)
- Universidad Pontificia Bolivariana (Colombia)
- Instituto Santo Tomás (Chile)
- Khan Academy (Estados Unidos)
- CISCO Networking Academy (Estados Unidos)
- IBM Academy (Estados Unidos)

### Posgrados

#### Nacionales
- Universidad ESAN
- Universidad San Ignacio de Loyola
- Universidad Continental

#### Internacionales
- Universidad Florida Global (Estados Unidos)
- Escuela de Negocios y Dirección (España)
- Universidad Isabel I (España)
- IMF Business School (España)